# امورو (اوگاندا)
امورو (به لاتین: Amuru) یک منطقهٔ مسکونی در اوگاندا است که در بخش امورو واقع شده‌است.

## خصوصیات
امورو ۹۶۰ متر بالاتر از سطح دریا واقع شده‌است.